# مهدي حسن
مهدي حسن (بالإنجليزية: Mehdi Hasan)‏)، مواليد 1979) وهو صحفي وإعلامي وكاتب سياسي بريطاني أمريكي. ومؤسس شركة زيتيو الإعلامية وكاتب عمود في الغارديان. سبق له العمل في قناة الجزيرة الإنجليزية كما قدم برنامج ذا مهدي حسن على بيكوك من أكتوبر 2020 وعلى إم إس إن بي سي من فبراير 2021 حتى إلغاء العرض في نوفمبر 2023.